# Södermanlands runinskrifter Fv1969;298
Södermanlands runinskrifter Fv1969;298 är en vikingatida runsten av gnejs i Kjula kyrka, Kjula socken och Eskilstuna kommun. Stenen påträffades vid grävningsarbeten 1968 vid kyrkans gamla sydportal på en meters djup. Runstenen är 1,05 meter hög (över marken) och 0,95 meter bred. Runhöjden är 9-11 centimeter. Stenen har tidigare använd som tröskelsten och är därför mycket sliten.

## Inskriften
Translitterering av runraden:
... : þensa : iftir : eskil : (b)(r)-(þ)... ...
Normalisering till runsvenska:
... þennsa æftiʀ Æskel, br[o]ð[ur] ...
Översättning till nusvenska:
... denna (sten) efter Eskil, (sin) broder